# Fannie Thomas
Francis Leora Thomas (Denver (Illinois), 24 april 1867 – 22 januari 1981), bekend als Fannie Thomas, was een Amerikaanse supereeuwelinge en de op één na oudste levende persoon ter wereld, na Eliza Underwood.

## Levensloop
Thomas werd geboren in 1867. Ze had een hoedenwinkel, maar was ook actief in vastgoed en runde in Idaho een fruitteeltbedrijf. In 1920 verhuisde ze naar Los Angeles, waar zij met haar zus Marietta ging samenwonen. Thomas is nooit getrouwd geweest en overleed in 1981. Lang werd gedacht dat zij de oudste persoon ooit was, maar in feite bleek Eliza Underwood (15 maart 1866 - 27 januari 1981) ruim een jaar ouder te zijn geweest.